# 五都爭霸
《五都爭霸》是臺灣漫畫家韋宗成畫的漫畫，在《馬皇降臨》之後畫。裡面綠營由蔡英文領軍，帶領蘇貞昌及陳菊。藍營由“馬皇”帶領吳敦義及朱立倫。將政治人物化為漫畫人物。 於2010年10月30日推出，作者說漫畫中“蔡櫻文”、“馬櫻玖”在現實中是好朋友。漫畫中將台北市、新北市、台中市、台南市和高雄市，擬人化成“‘五都’小孩”。